# Stefano Esposito
Stefano Esposito (Moncalieri, 18 giugno 1969) è un politico italiano.
Deputato nella XVI legislatura e senatore nella XVII legislatura, è stato assessore alla mobilità e al trasporto pubblico del comune di Roma nella giunta Marino.

## Biografia
Nel 1990, Esposito è segretario della Lega studenti medi (organizzazione legata ai giovani comunisti della FGCI). Nel gennaio del 1990, durante un'assemblea di un migliaio di studenti al Teatro Colosseo, invita i docenti delle scuole a «non dare il 7 in condotta agli studenti più attivi nelle contestazioni». Alcuni mesi dopo si incatena ai termosifoni del comune di Torino per protestare contro l'aumento degli abbonamenti al trasporto pubblico per gli studenti.
Viene riconosciuto come politico spesso polemico e sopra le righe, avvezzo alla provocazione anche via social network.
Nel 2004 viene eletto consigliere della provincia di Torino nelle file dei Democratici di Sinistra per il collegio di Torino-Madonna di Campagna-Villaretto e ricopre l'incarico di capogruppo. Al congresso che decreta lo scioglimento dei DS, per poi confluire nel Partito Democratico, sostiene la mozione di Gavino Angius. È tra i fondatori dell'area politica torinese Sinistra Per, a sostegno della candidatura a segretario nazionale di Walter Veltroni, e poi di Sinistra in Rete, a sostegno della candidatura di Pier Luigi Bersani alla segreteria del partito. Nella successiva segreteria di Matteo Renzi ha fatto parte dei cosiddetti Giovani Turchi di Matteo Orfini e Andrea Orlando prima di aderire alla mozione Renzi-Martina.
Nell'aprile 2008 è stato eletto alla Camera dei deputati nella circoscrizione Piemonte 1. È membro della VIII Commissione (ambiente, territorio e lavori pubblici) della Camera dei deputati dal 21 maggio 2008 al 14 marzo 2013.
Alle elezioni politiche del 2013 viene eletto al Senato della Repubblica nelle liste del Partito Democratico nella circoscrizione Piemonte.
Dal 7 maggio 2013 è vicepresidente della 8ª Commissione (lavori pubblici, comunicazioni) e membro della Commissione bicamerale antimafia dal 7 ottobre 2013.
Il 28 luglio 2015, nel terzo rimpasto di giunta dopo il cosiddetto scandalo "Mafia Capitale", fu proposto da Matteo Orfini al sindaco di Roma Ignazio Marino come nuovo assessore ai trasporti in sostituzione di Guido Improta che aveva lasciato per motivi personali l'incarico. Ha annunciato che non avrebbe lasciato il seggio in Senato e così come previsto per legge e che non avrebbe percepito lo stipendio come assessore comunale.
Secondo la Procura di Torino, in quel periodo del 2015, il Senatore Esposito decise di aiutare un amico che era in forte difficoltà perché la prefettura di Milano aveva emesso nei suoi confronti una interdittiva antimafia durante l’Expo. Secondo la Procura di Torino, Stefano Esposito, all’epoca dei fatti senatore del Pd e membro della Commissione parlamentare d’inchiesta sulle mafie, si attivò – scrive il pm nell’atto di chiusura indagini – “con più azioni esecutive di un disegno criminoso”, compiendo “atti contrari ai doveri d’ufficio” per aiutare Muttoni, che era anche consigliere delegato della Parcolimpico srl. Per queste vicende Esposito è indagato per traffico di influenze illecite in un procedimento con 40 indagati coinvolti a diverso titolo per favorire Setup Live, azienda torinese di eventi, con turbative d’asta, traffico di influenze illecite, corruzione e rivelazione di segreto. Secondo, quanto riportato dalla stampa nazionale Italiana, da membro della Commissione Parlamentare anti-mafia, nel 2015, il Senatore PD avrebbe contattato i vertici dell’Anac, favorendo un incontro a casa sua tra il presidente, Raffaele Cantone, e il legale del suo amico che aveva una interdittiva antimafia. Obiettivo: “Acquisire informazioni volte a individuare strategie e consigli finalizzati a ottenere la revoca del provvedimento della prefettura di Torino”, come recita l’atto firmato dal pm Colace. In cambio, il senatore PD avrebbe ricevuto, sia dal suo amico che da Roberto De Luca (anch’egli indagato, presidente del cda di Live Nation e amministratore delegato di Parcolimpico) denaro e regali, come una cena al ristorante Il Cambio da 539 euro, un Rolex da collezione e un tapis roulant. Sempre a Esposito, il pm Colace contesta di “sfruttare relazioni con pubblici ufficiali per intervenire presso il presidente dell’Enac affinché facesse atterrare Madonna col suo aereo privato, a Milano Linate, in orario di chiusura”. E ancora, di “intervenire su Parco olimpico per liberare il sito olimpico della pista da bob di Cesana”, dove sarebbe dovuto sorgere un hotel.
L'8 ottobre 2015 si dimette da assessore ai trasporti insieme ai colleghi Marco Causi (assessore al bilancio e vicesindaco), Luigina Di Liegro (turismo) e Marco Rossi Doria (scuola, seppur non formalizzate). Continua a svolgere l'incarico di commissario PD del X municipio in quanto sub commissario di Orfini.
Il 18 dicembre 2017 diviene, in seguito al decesso di Altero Matteoli, presidente dell'8ª Commissione del Senato (lavori pubblici, comunicazioni) di cui era già vicepresidente.
Alle elezioni politiche del 2018 è candidato dalla coalizione di centro-sinistra nel Collegio uninominale Piemonte 03 (Torino-Collegno), senza tuttavia essere eletto. Dopo la sconfitta Esposito, attestatosi terzo al 29,42% dietro alla leghista Roberta Ferrero per il centrodestra (32,42%) e alla candidata del Movimento 5 Stelle Elisa Pirro (29,79%), ha annunciato pubblicamente il suo addio alla politica, tornando al suo impiego pre-parlamentare presso la prefettura di Torino.

### Sostegno alla TAV
Si occupa di infrastrutture, con particolare attenzione al contestato progetto della tratta ferroviaria ad alta velocità tra Torino-Lione, a cui si dichiara favorevole. Definisce alcuni componenti del movimento No TAV «figli di papà», «terroristi», «violenti», «delinquenti» e invita la magistratura a usare «la mano pesante». Per questo verrà rinviato a giudizio per diffamazione e poi condannato. Nel 2012 esce il suo primo libro, "TAV Sì", scritto a quattro mani con Paolo Foietta. Si fa promotore spesso polemico di numerose iniziative a sostegno dell'opera ferroviaria che gli procurano delle minacce anonime nei confronti suoi e dei suoi familiari. A seguito di queste intimidazioni, denuncia il pericolo che la protesta pacifica contro la tratta ferroviaria sia strumentalizzata da gruppi estremisti estranei al movimento No TAV, interessati a imprimere una deriva violenta al movimento di cittadini. Secondo i No TAV Esposito avrebbe sollevato il caso per mettere in cattiva luce il movimento.

### Attività parlamentare
Il suo indice di produttività, calcolato da Openpolis risulta essere di 168,6: un valore che lo classifica come 275° su 630 deputati.
Dai dati diffusi dal Senato della Repubblica, risulta che Esposito ha partecipato al 79,5% delle votazioni.
Il 21 gennaio 2015, incaricato dalla segreteria PD, presentare un emendamento all'Italicum, la nuova legge elettorale in discussione al Senato, denominato supercanguro, che in sostanza riscriveva l'intera legge elettorale ed essendo stato approvato, di fatto faceva decadere tutti gli emendamenti al precedente testo presentati dalle opposizioni.

## Procedimenti giudiziari

### Diffamazione
- Il 26 novembre 2015 viene condannato per aver diffamato dei manifestanti del movimento No TAV e del centro sociale Askatasuna attraverso il suo blog[5], condanna confermata dalla corte d'appello nel settembre del 2018.[13]
- Il 6 febbraio 2016 viene condannato nuovamente per aver diffamato il figlio del magistrato Livio Pepino, paragonandolo ad un Foreign Fighter[14].
- Il 9 aprile 2018 viene assolto dall'accusa di aver diffamato una manifestante No TAV, perché la giunta per le autorizzazioni a procedere del Senato stabilisce che le dichiarazioni del parlamentare erano coperte dall'immunità parlamentare.[15]

### Traffico di influenze illecite
Nell’ottobre del 2020 Esposito è indagato per traffico di influenze illecite in un procedimento con 40 indagati coinvolti a diverso titolo per favorire Set up live, azienda torinese di eventi, con turbative d’asta, traffico di influenze illecite, corruzione e rivelazione di segreto. Secondo quanto riportato dalla stampa nazionale Italiana, da membro della Commissione Parlamentare antimafia, nel 2015, il senatore dem avrebbe contattato i vertici dell’Autorità nazionale anticorruzione, favorendo un incontro a casa sua tra il presidente, Raffaele Cantone, e il legale di un suo amico che aveva un'interdittiva antimafia, con l'obiettivo di “acquisire informazioni volte a individuare strategie e consigli finalizzati a ottenere la revoca del provvedimento della prefettura di Torino”, come recita l’atto firmato dal PM Colace. In cambio, il senatore dem avrebbe ricevuto, sia dal suo amico che da Roberto De Luca (anch’egli indagato, presidente del cda di Live Nation e amministratore delegato di Parcolimpico) denaro e regali, come una cena al ristorante Il Cambio del valore di 539 euro, un Rolex da collezione e un tapis roulant. Sempre a Esposito, il PM Colace contesta di “sfruttare relazioni con pubblici ufficiali per intervenire presso il presidente dell’Ente nazionale per l'aviazione civile affinché facesse atterrare Madonna col suo aereo privato, a Milano Linate in orario di chiusura”. E ancora, di “intervenire su Parco olimpico per liberare il sito olimpico della pista da bob di Cesana”, dove sarebbe dovuto sorgere un hotel. 
Nel 2023 la Corte Costituzionale dichiara nullo il procedimento, poiché le indagini su Esposito avrebbero richiesto la previa autorizzazione del Senato.
Nel dicembre del 2024, dopo sette anni, il GIP di Roma, su proposta del PM, dispone l’archiviazione per Esposito, accusato di corruzione e il traffico di influenze illecite  nell'inchiesta 'Bigliettopoli' riguardo a presunti scambi di favori con l'imprenditore Giulio Muttoni, ex patron della società promotrice di spettacoli musicali Set Up Live.